# Santuario della Madonna dei Miracoli (Motta di Livenza)
Il Santuario della Madonna dei Miracoli è un luogo di culto cattolico di Motta di Livenza. 

## Storia

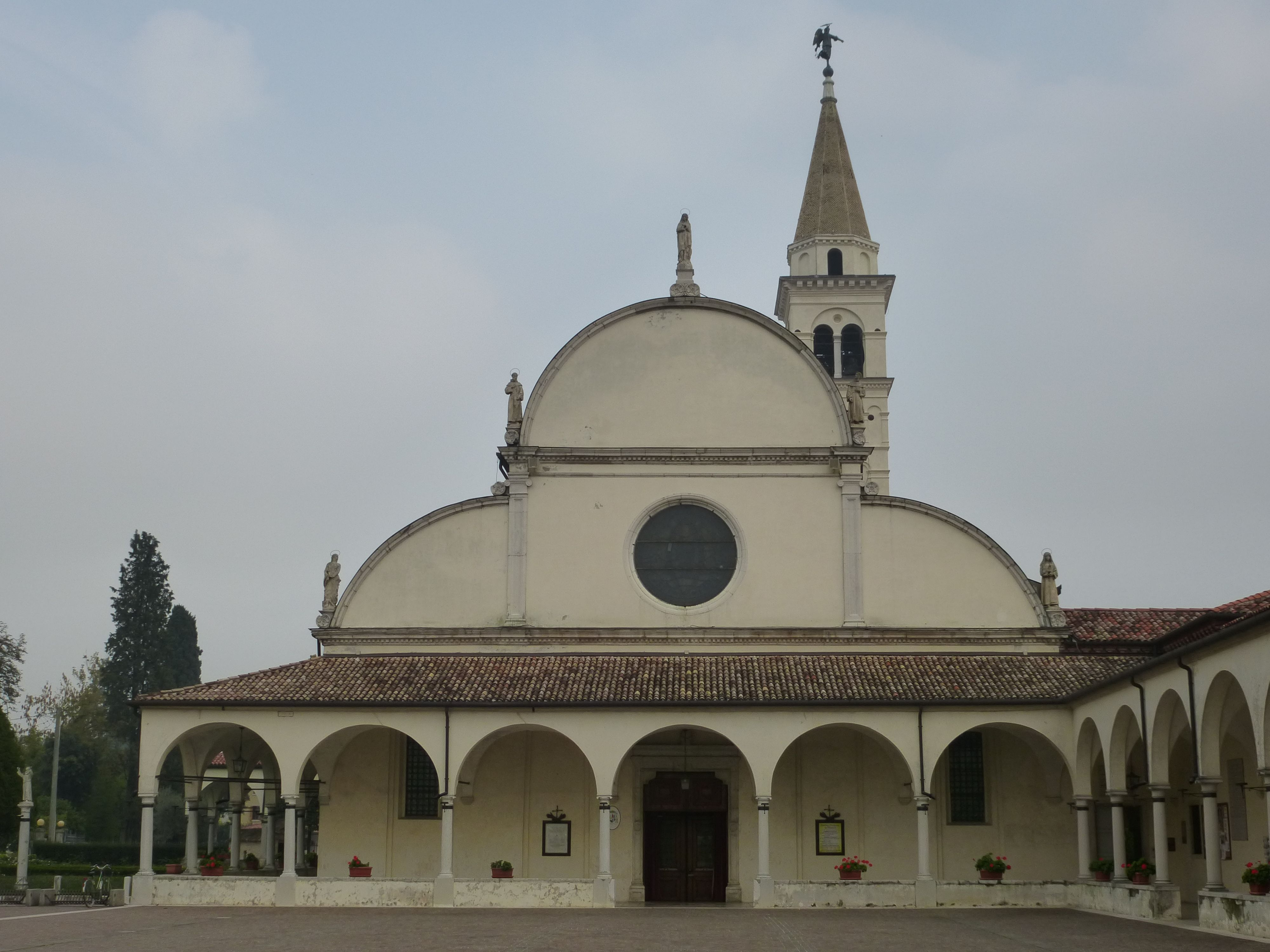
Basilica della Madonna dei Miracoli (1510) su progetto di padre Francesco Zorzi

Il santuario basilica è meta di frequenti pellegrinaggi. Fu eretto in seguito all'apparizione mariana che sarebbe avvenuta il 9 marzo 1510: l'anziano Giovanni Cigana si fermava ogni giorno a pregare davanti a una cappellina dedicato alla Vergine Maria, ubicata all'incrocio delle strade per Motta e Oderzo. Quel giorno, durante la preghiera, vide una giovinetta bellissima vestita di bianco, nella quale riconobbe la Madonna, che lo invitò a digiunare e a fare penitenza per tre sabati, insieme alla famiglia e alla gente del luogo, per ottenere il perdono del Signore, sdegnato per i troppi peccati del popolo. La Vergine chiese anche che in quel luogo fosse costruita una chiesa.
Nel gennaio del 1875 papa Pio IX l'ha elevata alla dignità di basilica minore.

## Descrizione
L'edificio, costruito sotto la direzione del francescano veneziano Francesco Zorzi (1466–1540), si presenta come un insieme armonico di forme semplici e lineari: la successione degli archi del chiostro, gli elementi semicircolari del timpano, le vele laterali che delimitano il rosone in cristallo, le statue che ornano la facciata principale, fanno della basilica un autorevole esempio di architettura cinquecentesca. Gli archi che formano il portico anteriore alla facciata principale sono di epoca successiva, come si può vedere in un affresco interno al chiostro che fa vedere la facciata originale del tutto simile alla chiesa di Venezia di Santa Maria del Carmine, la cui ispirazione deriva dalla chiesa veneziana di San Michele dell'architetto Mauro Codussi (1440–1504).
Con la sua opera De harmonia mundi, Cantica Tria, Francesco Zorzi, veneto, francescano, osservante, rappresenta, in piena epoca rinascimentale, la ricerca di una concordanza universale del sapere e dell'esistenza. De harmonia mundi, Cantica Tria, apparsa nel 1525 e più volte ristampata in lingua francese, è dedicata in tre canti a Dio, a Cristo e all'Uomo. Ora vi è anche una traduzione italiana di Saverio Campanini pubblicata da Bompiani per la prima volta in Italia (2010). Padre Zorzi assunse il suo primo incarico, in un'attività legata all'architettura, nel 1510 per la costruzione della basilica della Madonna dei Miracoli, proprio nel paese che dette i natali a Girolamo Aleandro. 
A seguito di una apparizione mariana fu edificata una basilica in soli tre anni (terminata nel 1513), con caratteri certamente codussiani come riconosciuto da prestigiosi critici. John McAndrew, tra i più accreditati critici del Rinascimento veneziano, cita nel suo libro intitolato: L'architettura veneziana del primo Rinascimento (Marsilio Editori, 1980) in relazione al Codussi: «…la facciata di San Giovanni Crisostomo di Venezia, il cui confronto con quella di San Michele è indispensabile, …è soluzione che diventerà il modello per molte altre chiese …e, curiosamente, anche per la chiesa della Madonna dei Miracoli a Motta di Livenza.» Foscari e Tafuri in L'armonia e i conflitti hanno affermato che: «la chiesa della Madonna di Motta ha una caratterizzazione vagamente codussiana». Le misure interne della chiesa della basilica della Madonna dei Miracoli di Motta di Livenza, non si rifanno però alle idee di padre Francesco Zorzi, elaborate probabilmente in epoca successiva e legate alle teorie cabaliste.